# 參宮橋站
參宮橋站（日语：／ Sangūbashi eki */?）是位於日本東京都澀谷區代代木，屬於小田急電鐵小田原線的鐵路車站。車站編號是OH 03。

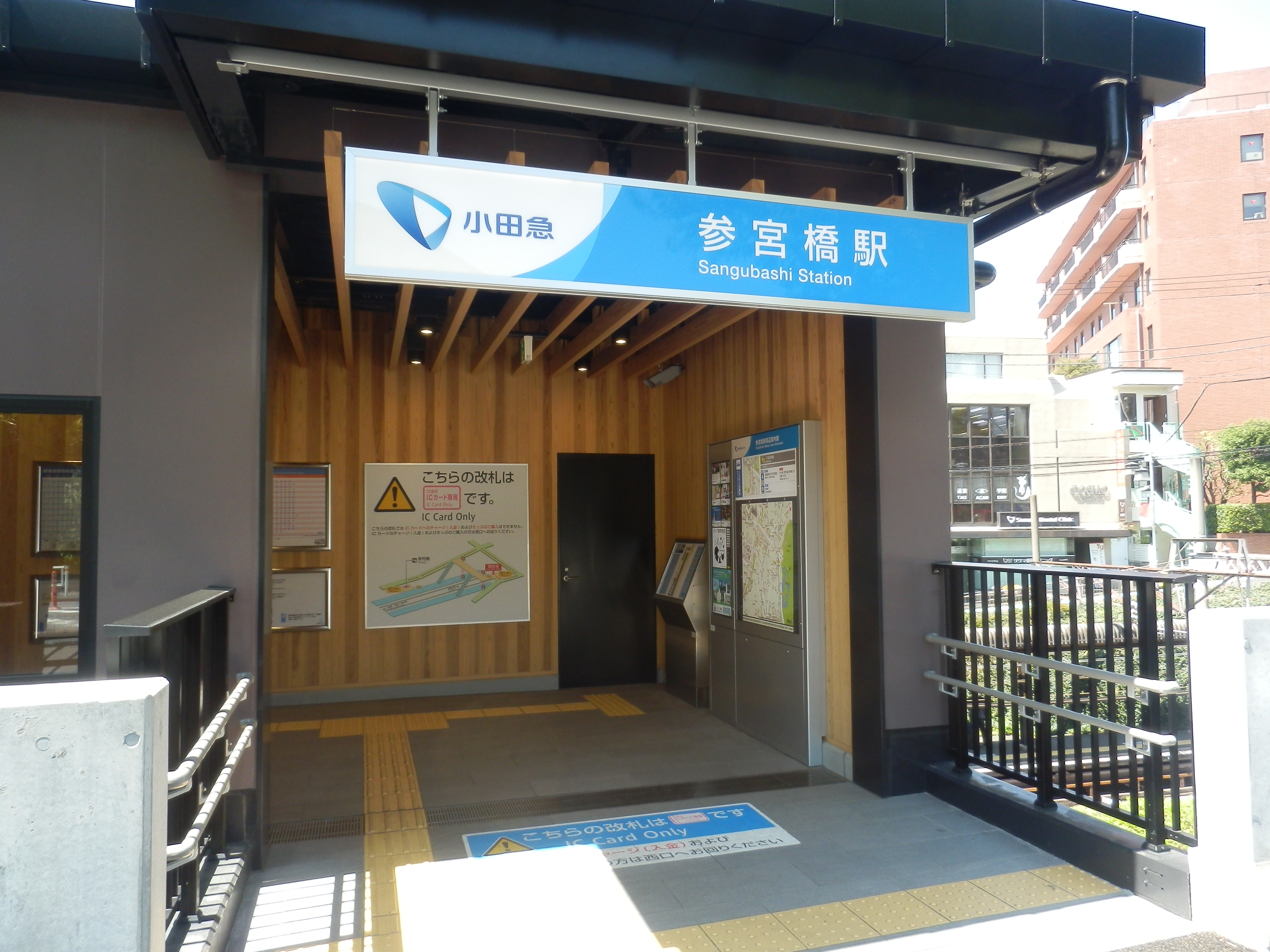
東口（2021年4月）

## 歷史
- 1927年（昭和2年）4月1日：開業。

## 車站結構

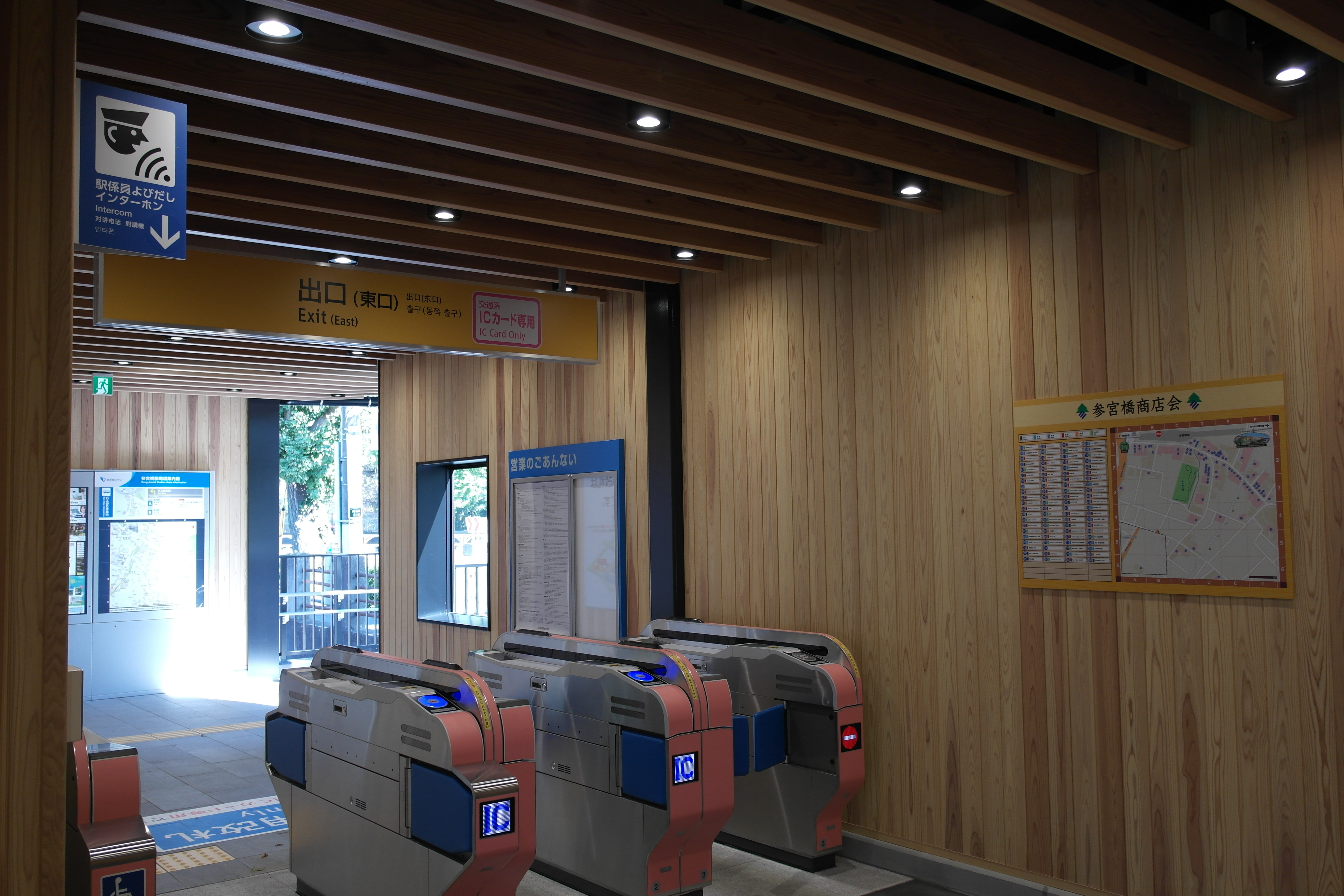
東驗票閘口（2020年10月）

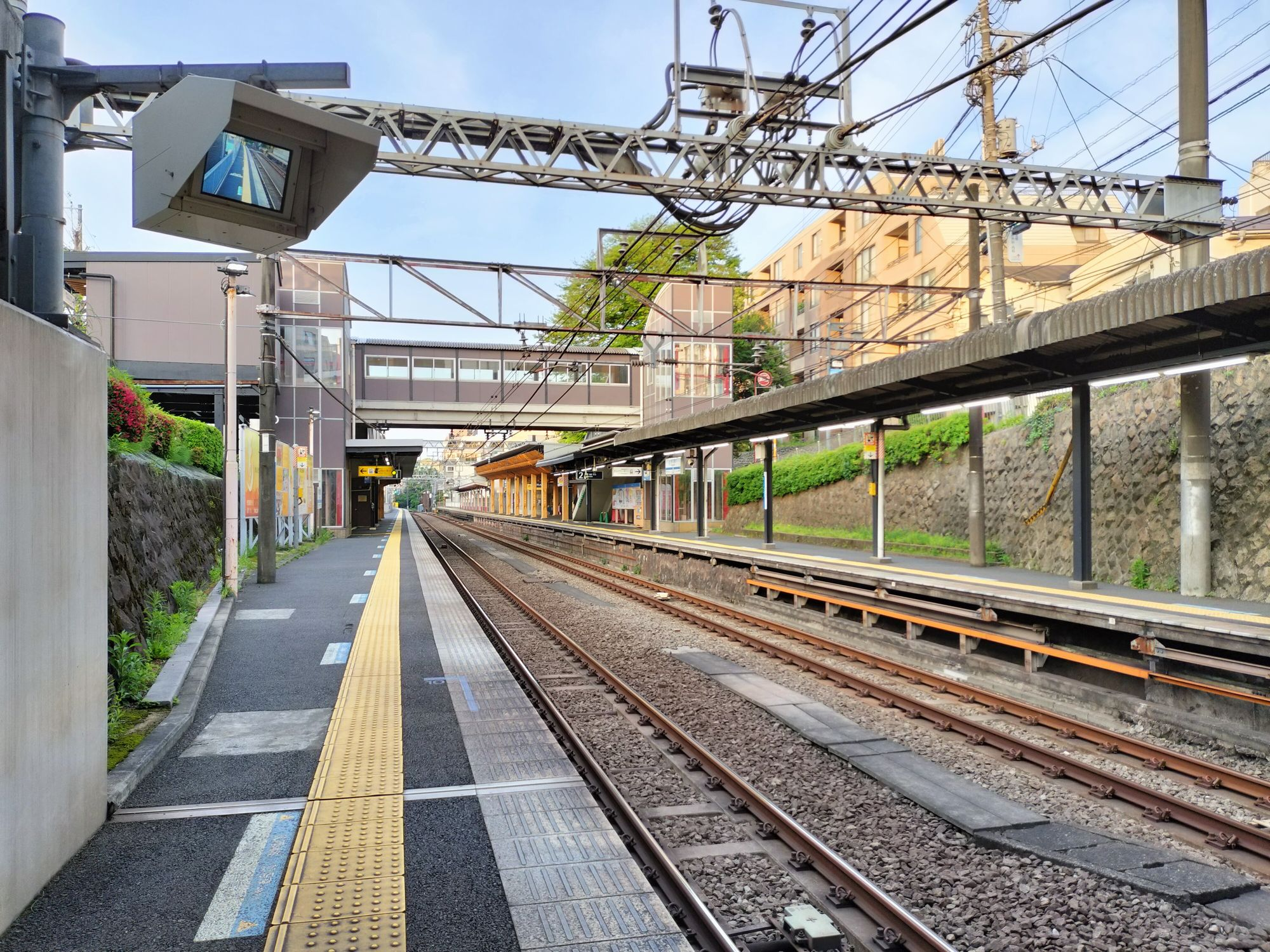
月台（2024年4月）

此站為側式月台2面2線的地面車站，並設有兩個出口。站內的驗票口直通2號月台，前往1號月台則須利用天橋。電梯在天橋旁鄰近小田原側。

### 月台配置
海側（東側、下行行進方向左側）開始編號。
| 月台 | 路線     | 方向 | 目的地                                 |
| ---- | -------- | ---- | -------------------------------------- |
| 1    | 小田原線 | 下行 | 小田原、箱根湯本、藤澤、片瀨江之島方向 |
| 2    | 小田原線 | 上行 | 新宿方向                               |

### 站內設備
2005年6月，天橋旁的電梯啟用。2號月台小田原側的無障礙斜坡停止使用。站內無電扶梯，商店與廁所在2號月台。而站內則設有「明治神宮下車站」的看板。

## 使用情況
2017年度1日平均上下車人次為15,546人，在小田急線全部70個車站當中排名第57位。
近年1日平均上下車人次、上車人次變化如下表。
| 年度               | 1日平均 上下車人次 | 1日平均 上車人次 | 來源     |
| ------------------ | ------------------ | ---------------- | -------- |
| 1990年（平成02年） |                    | 7,142            | [ * 1 ]  |
| 1991年（平成03年） |                    | 7,183            | [ * 2 ]  |
| 1992年（平成04年） |                    | 7,058            | [ * 3 ]  |
| 1993年（平成05年） |                    | 7,332            | [ * 4 ]  |
| 1994年（平成06年） |                    | 7,285            | [ * 5 ]  |
| 1995年（平成07年） |                    | 6,937            | [ * 6 ]  |
| 1996年（平成08年） |                    | 6,967            | [ * 7 ]  |
| 1997年（平成09年） |                    | 6,816            | [ * 8 ]  |
| 1998年（平成10年） |                    | 6,644            | [ * 9 ]  |
| 1999年（平成11年） |                    | 6,615            | [ * 10 ] |
| 2000年（平成12年） |                    | 6,655            | [ * 11 ] |
| 2001年（平成13年） |                    | 6,866            | [ * 12 ] |
| 2002年（平成14年） | 14,835             | 7,036            | [ * 13 ] |
| 2003年（平成15年） | 15,155             | 7,251            | [ * 14 ] |
| 2004年（平成16年） | 14,974             | 7,077            | [ * 15 ] |
| 2005年（平成17年） | 14,685             | 6,912            | [ * 16 ] |
| 2006年（平成18年） | 14,570             | 6,863            | [ * 17 ] |
| 2007年（平成19年） | 14,798             | 7,057            | [ * 18 ] |
| 2008年（平成20年） | 15,105             | 7,244            | [ * 19 ] |
| 2009年（平成21年） | 14,810             | 7,121            | [ * 20 ] |
| 2010年（平成22年） | 14,810             | 7,132            | [ * 21 ] |
| 2011年（平成23年） | 14,656             | 7,060            | [ * 22 ] |
| 2012年（平成24年） | 15,143             | 7,321            | [ * 23 ] |
| 2013年（平成25年） | 15,696             | 7,454            | [ * 24 ] |
| 2014年（平成26年） | 15,347             | 7,392            | [ * 25 ] |
| 2015年（平成27年） | 15,657             | 7,593            | [ * 26 ] |
| 2016年（平成28年） | 15,626             | 7,595            | [ * 27 ] |
| 2017年（平成29年） | 15,546             |                  |          |

## 車站周邊
- 明治神宮 - 初詣時期增設臨時剪票口供參拜客進出。
- 代代木公園
  - 國立奧林匹克紀念青少年綜合中心（日语：国立オリンピック記念青少年総合センター）
- 代代木小馬公園
- 東京乘馬倶樂部
- 刀劍博物館
- 澀谷區立山谷小學校
- 代代木五郵便局
- FamilyMart參宮橋站前店
- 麥當勞參宮橋店
- 劇團四季代代木Atelier（アトリエ）
- 津島神社
- 保加利亞大使館

### 巴士路線
車站附近的「參宮橋」巴士站可搭乘京王巴士東、Fuji Express。
- 宿51系統 - 往新宿站西口／往澀谷站
- 八公巴士（日语：ハチ公バス）（澀谷區社區巴士）神宮之杜線 - 往澀谷站八公口

## 站名由來
來自於附近的鐵路橋「參宮橋」。

## 相鄰車站
小田急電鐵
 小田原線
□浪漫特快（※）
■快速急行、■通勤急行、■急行
通過
■各站停車
南新宿（OH 02）－參宮橋（OH 03）－代代木八幡（OH 04）
※浪漫特快在12月31日夜間行駛的臨時列車新年特快部分上行班次在此停車。
由1927年4月1日小田急小田原線開業時至1946年5月31日、本站與南新宿站之間設有山谷站。

## 外部連結
- 參宮橋 - 小田急電鐵